# Triops
Triops es un género de pequeños crustáceos notostráceos de la clase Branchiopoda. Los Triops tienen dos ojos compuestos internos y uno naupliar, un caparazón achatado cubriendo la cabeza un cuerpo segmentado y numerosas patas articuladas. Su morfología externa (fenotipo) aparentemente no ha cambiado desde el Triásico (por ejemplo, Triops cancriformis, de 220 millones de años); probablemente es la «especie animal viviente más vieja sobre la Tierra».

## Ecología
Estos crustáceos viven agrupados cerca del fondo, moviéndose ventralmente. Aunque generalmente la hipoxia del ambiente (falta de oxígeno) los fuerza a darse vuelta y a nadar justo bajo la superficie del agua. 
Triops sobrevive en aguas temporales en todo el mundo, y son de corta vida. Su ambiente suele secarse en ciertos periodos cuando no hay lluvias. Así, los adultos Triops mueren durante esas sequías, pero los embriones permanecen en estado de diapausa (animación suspendida) hasta que una lluvia llene las charcas una vez más, permitiéndoles revivir. 
Triops son predadores apex en charcas invernales, y comen todo lo que sea más pequeño que ellos incluso otros triops. A su vez, son una importante comida para pájaros visitantes. En áreas arroceras, ciertas especies de Triops son plaga, ya que dañan las plantas jóvenes del arroz.
La vida máxima en el laboratorio, en consonancia con observaciones de campo, indican que Triops longicaudatus vive 50 días y Triops cancriformis 90 días, con algunos individuos que mueren tempranamente, hasta dos semanas después de la eclosión de los huevos. Secundariamente, algunos sufren prematuras muertes por complicaciones en la ecdisis (muda) u otras razones.

## Distribución
Pueden encontrarse en todos los continentes excepto Antártida.
En Europa, Triops cancriformis. En América, se han identificado varias especies: Triops longicaudatus y Triops newberryi. En Australia, Triops australiensis. Otras especies comunes son Triops numidicus de África, Triops granarius, de Sudáfrica, China, Japón e Italia . Triops cancriformis también está en Gran Bretaña, pero en riesgo de extinción, con solo dos sitios, uno en Inglaterra (New Forest) y otro en Escocia Wildfowl & Wetlands Trust Caerlaverlock, cerca de Dumfries. En España, Triops cancriformis, se encuentra en muchas zonas húmedas; «El Clot d'Espolla», situado en la comarca del Pla de l'Estany, Cataluña, «El Mollò Blanc», en los alrededores de Monserrat, Valencia, Doñana, etc.[cita requerida]

## Clasificación
Género Triops Schrank, 1803

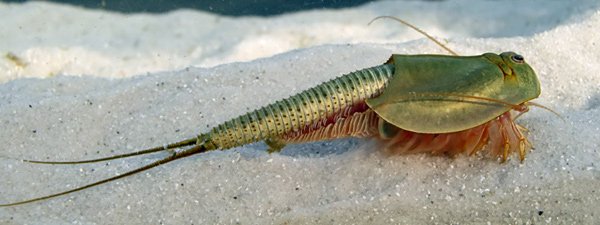
Triops australiensis

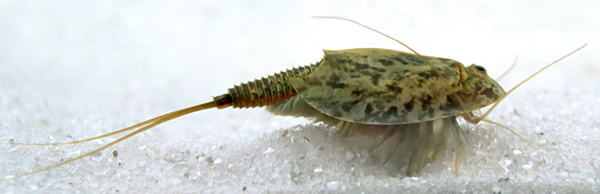
Triops cancriformis

- Triops australiensis Spencer & Hall, 1895
- Triops cancriformis (Bosc, 1801)
- Triops granarius Lucas, 1864
- Triops longicaudatus LeConte, 1846
- Triops numidicus
- Triops newberryi LeConte, 1846
- Triops vicentinus Korn, Machado, Cristo & Cancela da Fonseca, 2010